# Unterseeboot 12 (1911)
Pour les articles homonymes, voir Unterseeboot 12.
Le sous-marin allemand Unterseeboot 12 (Seiner Majestät Unterseeboot 12 ou SM U-12) de type U 9 a été construit par la Kaiserliche Werft de Dantzig et lancé le 6 mai 1910 pour une mise en service le 13 août 1911. Il a servi pendant la Première Guerre mondiale sous pavillon de la Kaiserliche Marine.

## Histoire
L'Empire allemand a été la première nation à expérimenter les porte-avions sous-marins. L'Oberleutnant zur See Friedrich von Arnauld de la Perière du Service aéronaval et le Kapitanleutnant Walther Forstmann du SM U-12 ont théorisé qu'ils pouvaient augmenter la portée de leurs hydravions en transportant l'appareil en mer sur le pont d'un sous-marin et en lançant les hydravions après que le sous-marin soit partiellement submergé, permettant à l'avion de flotter et de s'éloigner du sous-marin.
Le 15 janvier 1915, le SM U-12 quitte Zeebrugge en transportant sur son pont un hydravion Friedrichshafen FF.29. Une fois passé le seuil de sécurité du brise-lames, le commandant de bord se rend compte que la forte houle risque de submerger l'appareil et ordonne le lancement immédiat de l'hydravion. Forstmann a inondé les réservoirs avant du sous-marin et von Arnauld de la Perière a fait flotter l'hydravion sur le pont et a décollé de la mer. L'avion allemand a longé les côtes anglaises sans être détecté et est revenu sain et sauf à Zeebrugge.
Le 11 novembre 1914, à Deal, le SM U-12 torpille la canonnière britannique HMS Niger,, première victime alliée des sous-marins basés dans les ports belges.
Le 10 mars 1915, alors qu'il patrouille au large de la côte Est de la Grande-Bretagne, le SM U-12 est pourchassé par les trois destroyers de la Royal Navy : les HMS Ariel, HMS Acheron et HMS Attack.

### Destin
Le sous-marin a tenté de plonger sous la surface mais a été éperonné par le HMS Ariel. Le SM U-12 a alors fait surface et a été bombardé par les tirs d'artillerie des HMS Acheron et HMS Attack. Il a coulé entrainant la perte de 19 vies ; 10 sous-mariniers ont été sauvés. La position géographique du sous-marin coulé est : 56° 04′ 30″ N, 2° 18′ 00″ O.

### Site de l'épave
En janvier 2008, les plongeurs Jim MacLeod, de Bo'ness, et Martin Sinclair, de Falkirk, ont trouvé l'épave du SM U-12 à environ 40 km d'Eyemouth après cinq ans de recherche,.

## Commandement
- Kapitänleutnant Walter Forstmann du 1er août 1914 au 9 février 1915
- Kapitänleutnant Hans Kratzsch du 10 février 1915 au 10 mars 1915

## Affectations successives
Il appartenait à la Flotille I du 1er août 1914 au 10 mars 1915.

## Patrouilles
Le SM U-12 a participé à 4 patrouilles de guerre.

## Navires coulés
Le SM U-12 a coulé un navire marchand de 1 000 tonnes et un navire de guerre de 810 tonnes.
| Date             | Nom du navire | Nationalité | Tonnage (GRT) | Destin |
| ---------------- | ------------- | ----------- | ------------- | ------ |
| 11 novembre 1914 | HMS Niger     | Royal Navy  | 810           | Coulé  |
| 9 mars 1915      | Aberdon       | Royaume-Uni | 1 005         | Coulé  |

### Source
- (en) Cet article est partiellement ou en totalité issu de l’article de Wikipédia en anglais intitulé « SM U-12 (Germany) » (voir la liste des auteurs).